# Ефимов, Иван Николаевич
Ива́н Никола́евич Ефи́мов (1918—2010) — майор Советской Армии, участник Великой Отечественной войны, Герой Советского Союза (1945).

## Биография
Родился 23 октября 1918 года в селе Новотроицкое (ныне — Терновский район Воронежской области). Окончил семь классов школы. С 1936 года проживал в Москве, работал на автобазе, одновременно учился в аэроклубе. В 1940 году призван на службу в Рабоче-крестьянскую Красную Армию. В 1943 году окончил Ульяновскую военную авиационную школу пилотов.
С февраля 1944 года — на фронтах Великой Отечественной войны. Участвовал в освобождении Украинской ССР, Польши, Чехословакии, боях в Германии.
К апрелю 1945 года командовал звеном 565-го штурмового авиаполка 224-й штурмовой авиадивизии 8-го штурмового авиационного корпуса 8-й воздушной армии 4-го Украинского фронта. К тому времени совершил 142 боевых вылета на штурмовку и разведку вражеских объектов, скоплений боевой техники и живой силы противника.
Указом Президиума Верховного Совета СССР от 29 июня 1945 года за «образцовое выполнение боевых заданий командования на фронте борьбы с немецкими захватчиками и проявленные при этом мужество и героизм» старший лейтенант Иван Ефимов был удостоен высокого звания Героя Советского Союза с вручением ордена Ленина и медали «Золотая Звезда» за номером 8059.
Всего же за время своего участия в войне совершил 183 боевых вылета. После окончания войны продолжил службу в Советской Армии. В 1957 году в звании майора уволен в запас. Проживал в Москве, работал техником по приборам на одном из предприятий.
Скончался 10 марта 2010 года, похоронен в колумбарии Ваганьковского кладбища.
Был также награждён двумя орденами Красного Знамени, двумя орденами Отечественной войны 1-й степени, двумя орденами Красной Звезды, рядом медалей.